# Alfred Opitz
Alfred Opitz (* 1943 in Arolsen; † 2014 in Lissabon) war ein deutscher Maler, Romanist und Professor für deutsche und europäische Kulturgeschichte an der Neuen Universität Lissabon.

## Berufliches Wirken
Er studierte Romanistik in Mainz und Dijon und habilitierte sich 1975 an der Universität Marburg. Von 1969 bis 1971 lehrte er in Stockholm, von 1971 bis 1982 in Nancy und von 1982 bis 2009 in Lissabon. Als Experte für die Werke Heinrich Heines war er an der Düsseldorfer Heine-Ausgabe beteiligt (als Bearbeiter des 7. Bandes). Er publizierte zur Kultur- und Literaturgeschichte. Und er schuf Gemälde und Grafiken, die mehrfach ausgestellt wurden. Von 1998 bis 2000 war er Präsident der Portugiesisch-Deutschen Studiengesellschaft (Associação portuguesa de estudos germanísticos, APEG).

## Publikationen (Auswahl)
- Reisebilder III/IV. In: Manfred Windfuhr (Hrsg.): Heinrich Heine: Historisch-kritische Gesamtausgabe der Werke. 15 Bände. Düsseldorfer Ausgabe. Band 7/1, 7/2. Hoffmann und Campe, Hamburg 1986.
- „Aesthetische Gerichtssitzung“. Zur symbolischen Inszenierung von Macht in der Literaturkritik des Vormärz. In: Franz J. Worstbrock, Helmut Koopmann (Hrsg.): Formen und Formgeschichte des Streitens. Der Literaturstreit. Band 2. Max Niemeyer, Tübingen 1986, S. 121–136.
- "Adler" und "Ratte". Schriftstellerisches Selbstverständnis und politisches Bewußtsein in der Tiermetaphorik Heines. In: Heine-Jahrbuch. 20. Jahrgang, 1981, S. 22–54.
- Hegel – Heine – Hitler. Zur Kontinuitätsproblematik nationalromantischer Phantasmen. In: Heine-Jahrbuch. 53. Jahrgang, 2014, S. 141–159.
- Wahn & Sinn. Zur Kulturgeschichte illusionärer Weltgehäuse. Königshausen & Neumann, Würzburg 2012.
- Reiseschreiber. Variationen einer literarischen Figur der Moderne vom 18.-20. Jahrhundert. Wissenschaftlicher Verlag Trier, Trier 1996.
- Alemanha alguma conhecida...Heinrich Heine e o patriotismo alemao entreo congresso de Viena e a revolucao de 1848. In: Ensaios de literatura e cultura alemana. Coimbra 1996, S. 95–105 (portugiesisch).
- "alle meine Hoffnungen sind auf den Süden gerichtet". Heinrich Heine und der Mythos der Reisen. In: J. A. Kruse (Hrsg.): "Ich Narr des Glücks". Ausstellungskatalog. JB Metzler, Stuttgart 1997, S. 201–208.
- The Magic Triangle. Considerations on Money, Art and S***. In: Isabel Capeloa Gil, Helena Goncalves da Silva (Hrsg.): The Cultural Life of Money. Culture & Conflict. Vol.6. de Gruyter, Berlin/Boston 2015, ISBN 978-3-11-042569-7, S. 107–118 (englisch).
- Herzflüstern. Weltgeschichte und ironische Negation in Heines Reisebildern. In: Ernst-Ullrich Pinkert (Hrsg.): Die Globalisierung im Spiegel der Reiseliteratur. Text & Kontext. Sonderreihe. Band 42. Kopenhagen/München 2000, S. 77–91.
- mit Ernst-Ullrich Pinkert: Heine und das neue Geschlecht. Von der 'Poesie der Lüge' zur 'politischen Satire'. Die Rezeption von Heines Lyrik in der Literaturkritik der Junghegelianer. In: Text & Kontext. Sonderreihe. Band 34. Kopenhagen/München 1994.
- Reisemythen und selbstreflexive Fremderfahrung bei Ludwig August Frankl ('Cristoforo Colombo' 1836) und Heinrich Heine ('Bimini', 1852). In: Bernd Füllner, Karin Füllner (Hrsg.): Von Sommerträumen und Wintermärchen:Versepen im Vormärz. Vormärz-Studien. Band 12. Aisthesis, Bielefeld 2007, S. 161–178.

## Ausstellungen

### Einzelausstellungen
- 1966: Studiogalerie Marburg
- 1967: Galeria Kluba A, Tryba (Brno, CSSR)
- 1971: Deutsches Institut, Stockholm (Schweden)
- 1975: Kellergalerie im Schloss Darmstadt
- 1976: Librairie des Arts, Nancy (Frankreich)
- 1979: Schloss Mickeln, Düsseldorf
- 1997: Museu da Sociedade Martins Sarmento, zusammen mit Luisa Soares Opitz (Guimaraes, Portugal)
- 2001, 2004, 2006: Galeria MAC - Movimento Arte Contemporanea Lissabon (Portugal)

### Gemeinschaftsausstellungen
- 1965/1966/1967: Kunstverein Kassel
- 1972: Kunsthalle Junger Westen, Recklinghausen
- 1976: L'Atelier d'Ernest, Pont-Aven (Frankreich)
- 1977: Galerie du Centre Culturel, Thionville (Frankreich)
- 1978: Galerie Kulturhalle, Neukirchen-Vluyn
- 1996–2006: Galeria MAC - Movimento Arte Contemporanea, Lissabon (Portugal)
- 2001: Mini Print Internacional 21, Cadaques (Spanien)
- 2004: Centro Cultural e de Congresso de Angra do Heroismo (MAC)
- 2005: Deutsche Schule, Porto (Portugal)